# Synaldis azorica
Synaldis azorica är en stekelart som beskrevs av Fischer 2003. Synaldis azorica ingår i släktet Synaldis och familjen bracksteklar. Inga underarter finns listade i Catalogue of Life.